# Columns (Band)
Columns ist eine US-amerikanische Grindcore-Band aus Charlotte, North Carolina, die im Jahr 2003 gegründet wurde.

## Geschichte
Die Band wurde im Jahr 2003 zunächst noch als Instrumentalband gegründet und bestand aus dem Schlagzeuger Jason Skipper, dem Bassisten Jake Wade und dem Gitarristen Jake Troth. Als Sänger kam schließlich im Jahr 2004 Adam Cody von Glass Casket und Wretched hinzu. 2006 erschien eine selbstbetitelte EP, ehe Jake Troth die Band verließ, um die Schule zu besuchen. Nach einer kurzen Bandpause kam John Stone als Ersatz hinzu. Nachdem 2008 eine EP mit fünf Lieder aufgenommen worden war, verließ Stone 2009 die Band wieder. Bei Auftritten im Folgejahr war Sam Fleming als Ersatz anwesend. Im Jahr 2010 nahm die Gruppe eine weitere EP unter dem Namen Just Another Species auf, worauf der Schlagzeuger Jason Skipper auch die E-Gitarre übernahm. Zudem ist als Gastgitarrist Michael Lehmann von der Band Hemdale zu hören. Lehmann trat der Band im Jahr 2011 als permanenter Gitarrist bei. Danach folgten Auftritte als Vorband für Morbid Angel, Exhumed und Goatwhore. Im Juni 2013 unterzeichnete Columns einen Vertrag bei Relapse Records. Hierüber erschien 2014 das Debütalbum Please Explode. Die Lieder, die hierauf zu hören sind, waren auch zuvor schon auf den bereits erschienenen EPs enthalten, wurden jedoch neu abgemischt und gemastert.

## Stil
Laut Simon Dümpelmann vom Rock Hard spielt die Band auf Please Explode abwechslungsreichen Grindcore, mit Einflüssen aus dem Thrash Metal, Punk und Sludge. Beeinflusst werde Columns durch Bands wie Pennywise, No Use for a Name, Lagwagon, Pantera, Napalm Death, Carcass und Pig Destroyer. Adam Cody gab im Interview mit Dümpelmann an, dass die Band eher linksorientiert ist. Die Lieder würden aber sowohl über „dreckige, fiese Sumpfkreaturen“ als auch über Börsenmakler-Millionäre handeln. Ansonsten würden die Songs „vom aktuellen Status der Menschheit, von psychischen Krankheiten, Politik, Gott, Süchten und Drogen sowie allerlei Dingen, die [Cody] wütend machen“ handeln. Auch thematisiere man Frauen. Eine Ausgabe hatte Dümpelmann in seiner Rezension zum Album geschrieben, dass hierauf eine Mischung aus Sludge, Noise-Rock, Mathcore, Grindcore im Stil von Pig Destroyer und US-amerikanischem Death Metal enthalten ist. Zudem verarbeite man gelegentlich Riffs, die dem Southern Rock entliehen seien. So erinnere das Lied No One's Fucking Waiting etwa an Soilent Green. Die Band sei mit anderen Gruppen wie Cloud Rat, Dephosphorus, Human Cull, Keitzer, Svffer und 100000 Tonnen Kruppstahl vergleichbar.

## Diskografie
- 2006: Columns (EP, Eigenveröffentlichung)
- 2008: 5 Song EP (EP, Eigenveröffentlichung)
- 2010: Just Another Species (EP, Eigenveröffentlichung)
- 2013: Please Explode (EP, Eigenveröffentlichung)
- 2014: Please Explode (Album, Relapse Records)